# Smírčí kříž (Andělka)
Smírčí kříž v Andělce, části Višňové, obci na severu České republiky ve Frýdlantském výběžku Libereckého kraje, je památkově chráněné umělecké dílo.

## Pozice a historie
Kříž se nachází v centrální části osady, při jižní straně kostela svaté Anny při silnici III/0354. Váže se k němu pověst, podle níž se 29. června 1644 konaly ve Starém Závidově v rodině Arnošta Sommerfelda křtiny. Na nich mělo dojít k souboji mezi Gotthardem Bindermannem pocházejícím z Habartic a Kašparem Kristiánem ze Schweinichenu. V boji Bindermann Kašpara smrtelně zranil a ten tak ve věku jednadvaceti let zemřel. Kašparův náhrobník se nachází v márnici na zdejším hřbitově.

## Popis
Objekt má tvar kříže latinského typu. Je zhotoven ze žulového masivu a na sobě nenese žádné nápisy. Rozměry kříže činí 78 × 88 × 35 centimetrů. Vlastní kříž je osazen do náspu nad komunikací.